# SC En Passant
SC En Passant, pełna nazwa Schaakclub En Passant – holenderski klub szachowy z siedzibą w Bunschoten-Spakenburg, trzykrotny mistrz kraju.

## Historia
Klub powstał w listopadzie 1935 roku. W 2009 roku zespół awansował do trzeciej ligi. W 2011 roku klub uzyskał awans do Eerste klasse, a rok później – do Meesterklasse. W sezonie 2012/2013 klub zdobył mistrzostwo Holandii. W skład zespołu wchodzili wówczas m.in. Anisz Giri, Nigel Short, Konstantin Landa, Jan Smeets, Erwin l'Ami, Wiaczesław Ikonnikow, Friso Nijboer, Tanguy Ringoir, Peng Zhaoqin i Hans Böhm. W 2013 roku klub zadebiutował w Pucharze Europy. En Passant wygrał wówczas z Istogu Istok, CE Sautron i SO Peristeri, zremisował z L’Échiquier Amaytois, a przegrał z Jugrą Chanty-Mansyjsk, PGMB Rostów nad Donem i Limhamns SK, zajmując w klasyfikacji końcowej 22. miejsce. W sezonie 2013/2014 klub obronił tytuł mistrza kraju. W Pucharze Europy zespół ponownie zajął 22. pozycję. W 2015 roku SC En Passant zajął trzecie miejsce w Meesterklasse, za Charlois Europoort i BSG, natomiast w Pucharze Europy był 41. W sezonie 2015/2016 klub zdobył trzecie w swojej historii mistrzostwo Holandii. W Pucharze Europy szachiści drużyny uzyskali 40. miejsce. W Pucharze Europy szachiści drużyny uzyskali 40. miejsce. W latach 2018–2022 klub cztery razy z rzędu był uczestnikiem Pucharu Europy, zdobywając kolejno 51., 43., 34. i 58. miejsce. Ponadto w 2022 roku En Passant zajął trzecie miejsce w krajowej lidze. Następnie klub wycofał się z Meesterklasse i podjął rywalizację w drugiej lidze, w której spadł w 2023 roku. W sezonie 2023/2024 zespół spadł z trzeciej ligi

## Arcymistrzowie w historii klubu
- Csaba Balogh[19]
- Aleksander Bierełowicz[19]
- Benjamin Bok[20]
- Igor Chenkin[19]
- Alexandre Dgebuadze[21]
- Serhij Fedorczuk[22]
- Michael Feygin[21]
- Anisz Giri[6]
- Wiaczesław Ikonnikow[23]
- Ruud Janssen[22]
- Wiktor Korcznoj[24]
- Witalij Kunin[21]
- Erwin l'Ami[23]
- Konstantin Landa[6]
- David Navara[19]
- Friso Nijboer[23]
- Gábor Papp[22]
- Antonios Pawlidis[22]
- Peng Zhaoqin[25]
- Vojtěch Plát[22]
- Roeland Pruijssers[19]
- Namiq Quliyev[19]
- Dimitri Reinderman[26]
- Nigel Short[6]
- Jan Smeets[23]
- Ivan Sokolov[22]
- Giennadij Sosonko[24]
- Aleksiej Szyrow[22]
- Lucas van Foreest[21]
- Paul Velten[22]
- Luc Winants[26]